# CBSテレビジョンシティ
テレビジョンシティ（Television City）はカリフォルニア州フェアファクス地区にあるテレビスタジオ。元々はCBSのスタジオであったが、2018年、CBSはテレビジョンシティを不動産投資会社ハックマン・キャピタル・パートナーズに約7億5000万ドルで売却した。

## 概要
1952年11月15日に完成。主にCBSの番組収録の他、FOXのアメリカン・アイドル、アメリカン・ダンスアイドル、Are You Smarter Than a 5th Grader?、Married… with Children、ABCのダンシング・ウィズ・ザ・スターズ、NBCのディール・オア・ノー・ディール（2005年）、HBOのReal Time with Bill Maherなど外部テレビ局制作の番組の収録で使われた。
スタジオ33はボブ・バーカー・スタジオとも呼ばれ、『ザ・プライス・イズ・ライト』放送5000回突破を契機に愛称がついた。

## 収録されたCBSの番組
- ボールド・アンド・ザ・ビューティフル
- ファミリー・フュード
- ジャック・ベニー・プログラム
- レイト・ショー・ウィズ・デイヴィッド・レターマン
- ザ・レイト・レイト・ショー・ウィズ・クレイグ・ファーガソン
- レイト×2ショー with ジェームズ・コーデン
- マッチ・ゲーム
- マイク・ダグラス・ショー
- ザ・プライス・イズ・ライト（2023年まで）
- レッド・スケルトン・ショー
- ヤング・アンド・ザ・レストレス